# Midsommarkrans
Midsommarkrans är en ringformad huvudbonad. Den är bunden av blommor och blad runt en ståltråd som stomme, till exempel elefanttråd. Midsommarkransen bärs vanligtvis vid firande sommartid, till exempel på midsommarfirande. 
När sommarvärdarna presenteras brukar en del av dem bära midsommarkransar.

## Galleri

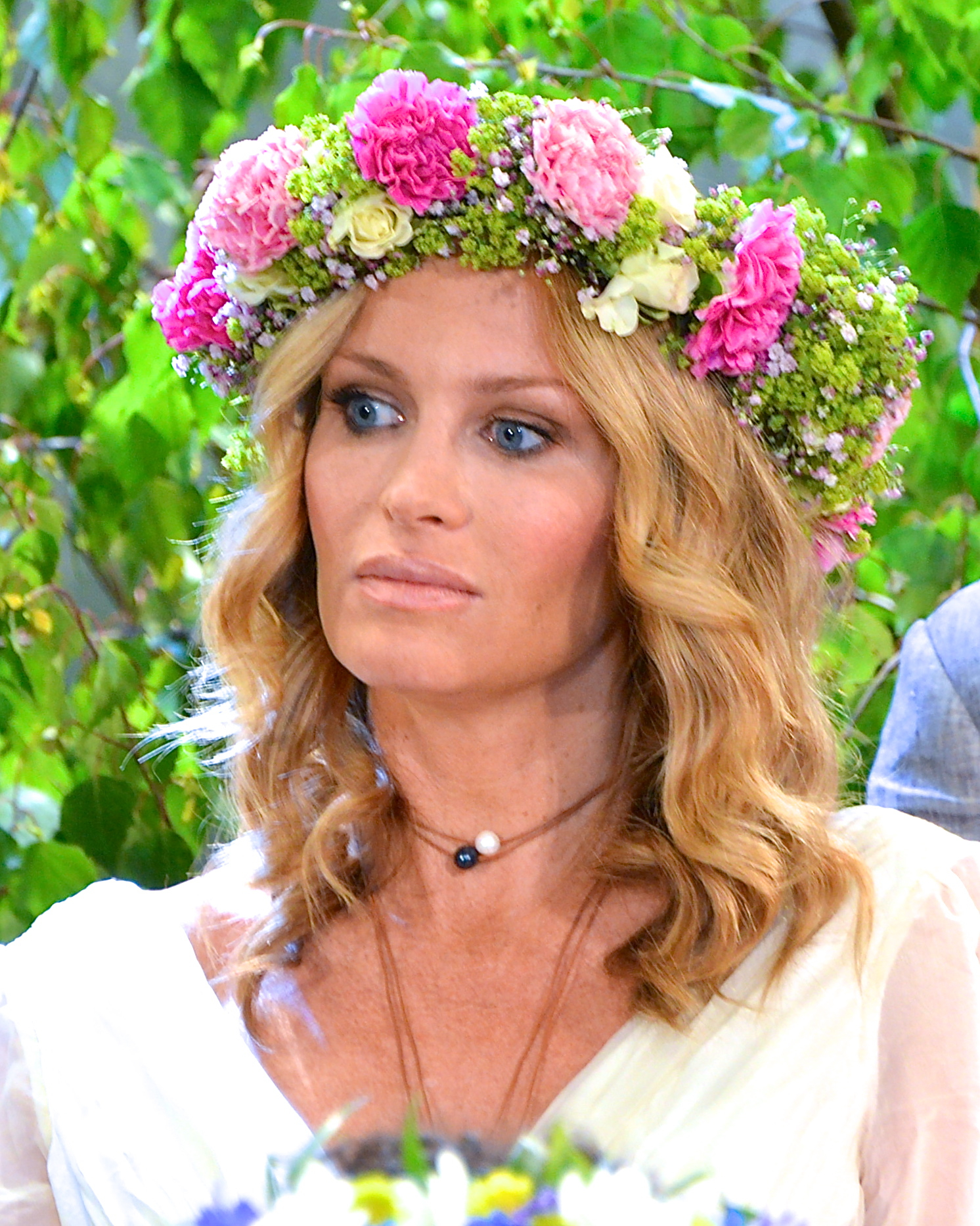
Carolina Gynning
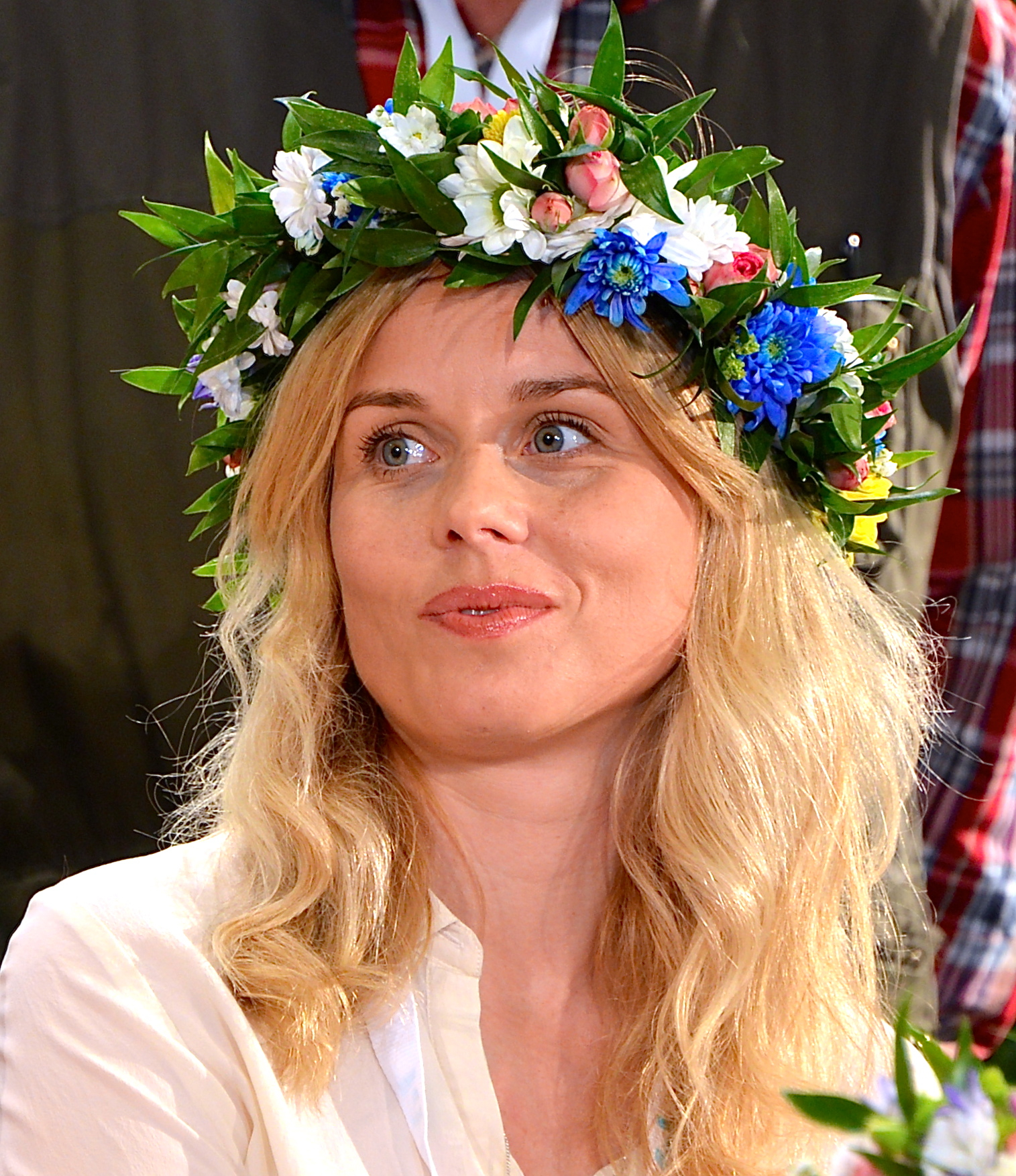
Helena af Sandeberg
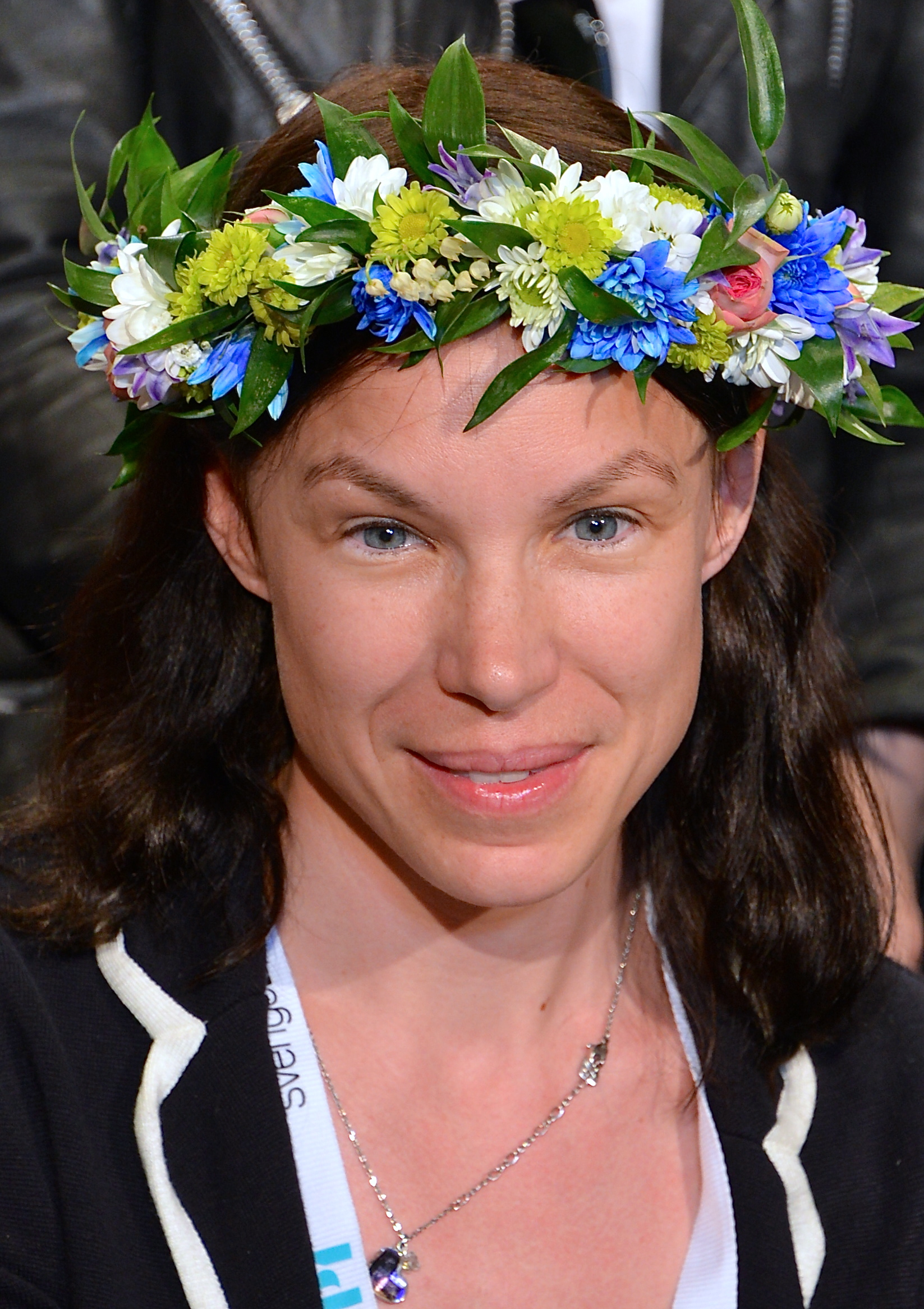
Ellen Jelinek
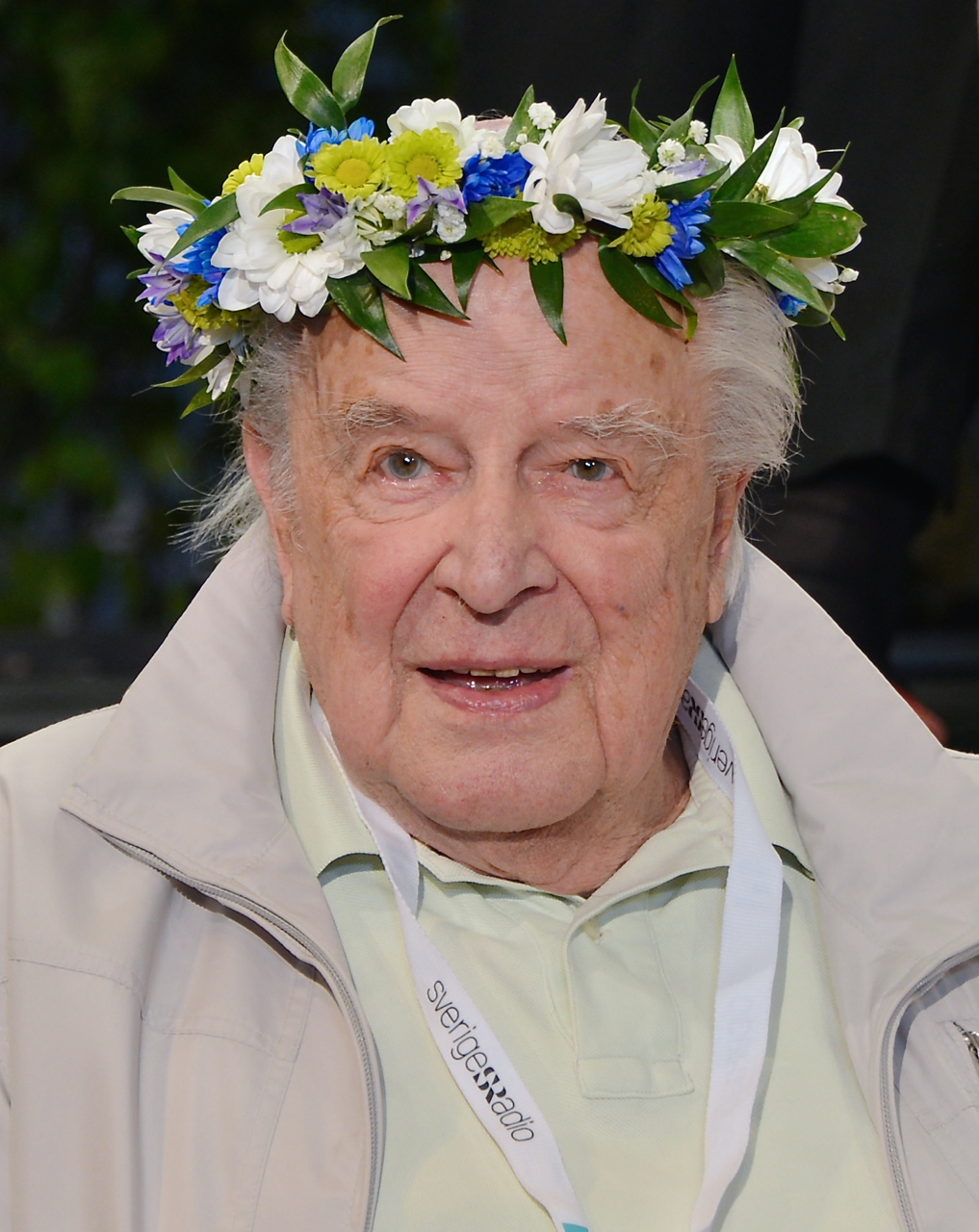
Ingvar Kjellson
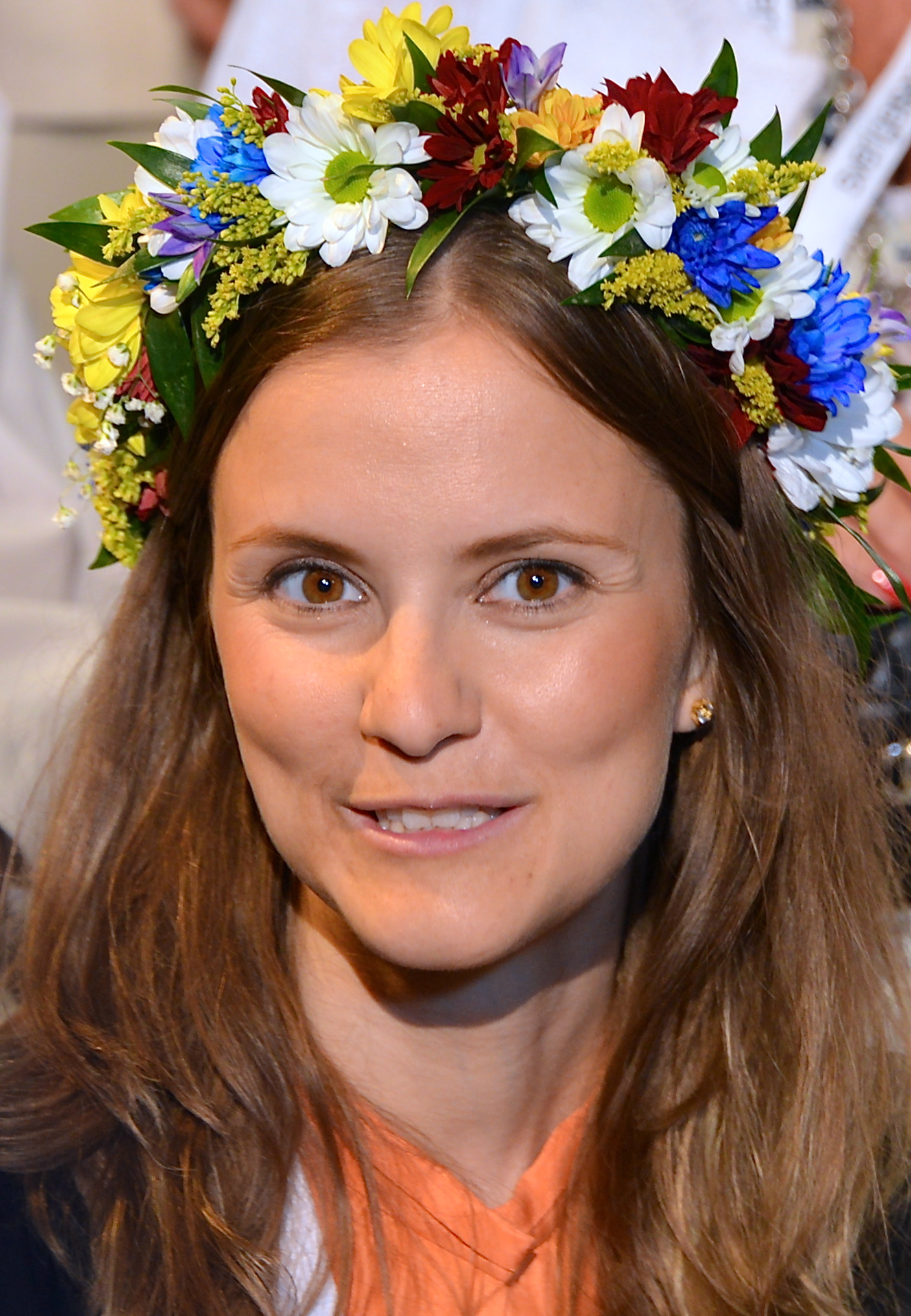
Katarina Gospic
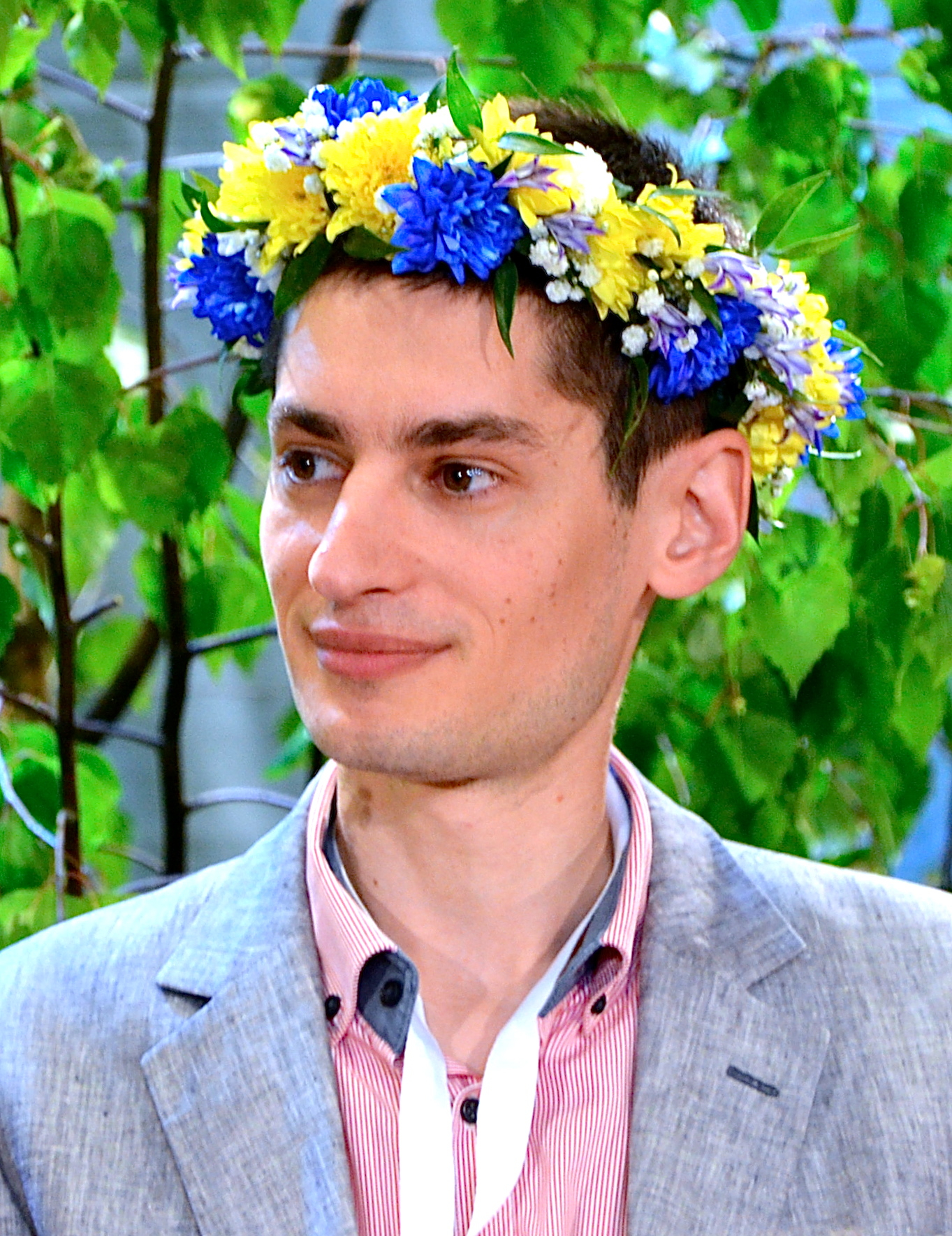
Peter Wolodarski
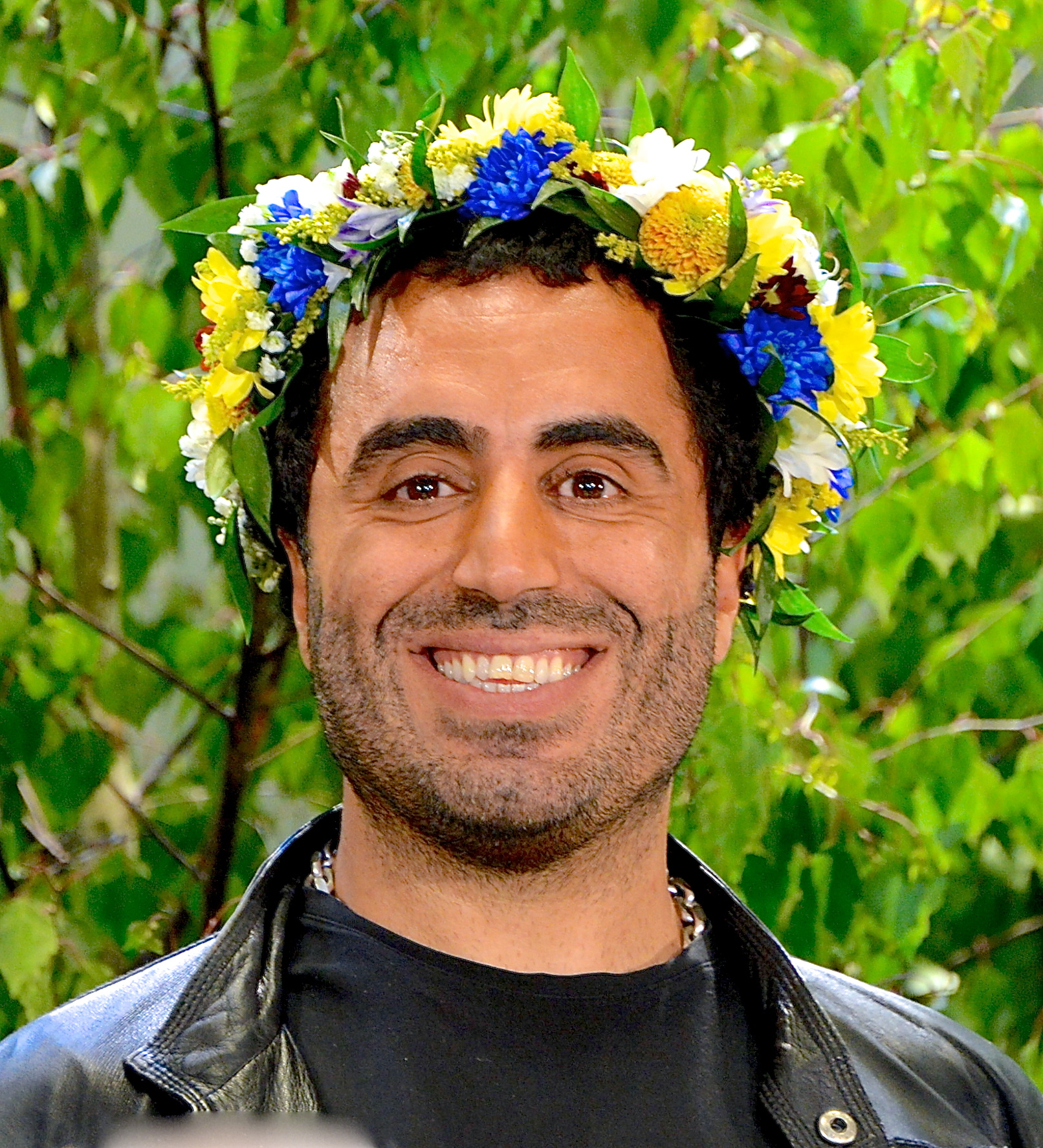
Özz Nûjen